# Halichoeres raisneri
Halichoeres raisneri és una espècie de peix de la família dels làbrids i de l'ordre dels perciformes.

## Distribució geogràfica
Es troba a les Illes Galápagos.